# PSV Eindhoven
El PSV (acrònim de Philips' Sport Vereniging, Unió Esportiva Philips en neerlandès) és un club de futbol professional d'Eindhoven. Juntament amb l'AFC Ajax i el Feyenoord és un dels clubs més famosos dels Països Baixos. L'Eindhovense Voetbalvereniging PSV (Unió futbolísitca eindhovesa PSV) va ser fundada el 31 d'agost del 1913; inicialment com una secció La segona meitat dels anys 80 constituí el millor període de la història del club. de l'Associació Esportiva Philips.
El PSV juga els partits a casa al Philips Stadion, amb capacitat per 35.000 espectadors. Els entrenaments tenen lloc al complex esportiu de Herdgang. Els seus colors són el vermell i el blanc.

## Història

### Els primers anys
El 31 d'agost de 1913 es va fundar, sota l'impuls de Gerard i Anton Philips una associació esportiva per als treballadors de l'empresa Philips. Inicialment els seus jugadors eren doncs, només personal de Philips. A partir de 1928 però es permeté que en formessin part jugadors de fora l'empresa.
El PSV pren part en competicions des del 1914, arribant al capdamunt del nivell nacional en pocs anys. Esdevingué el campió de la Lliga Neerlandesa per primera vegada el 1929. El 1939 el club inicia un procés de modernització per a convertir-se en un dels millors clubs d'Europa, gràcies al treball del president Frans Otten, qui va apostar per l'ampliació de l'estadi i la incorporació de fitxatges com el de Coen Dillen, davanter que marcaria 287 gols en 328 partits i que encara conserva el rècord de gols en una sola temporada (43).

### De 1955 a 1985
La temporada 1955-56 el club va aconseguir classificar-se per disputar la primera Copa d'Europa. Però la seva aventura va ser fugaç, ja que va ser derrotat pel Rapid Viena a la primera ronda (6-1 a Viena i 1-0 a Eindhoven). El 1956 es converteix en un dels nous participants de la nova lliga neerlandesa anomenada Eredivisie, sent un dels quatre equips que sota el nou sistema de lliga no ha baixat. La temporada inaugural del campionat, Coen Dillen, jugador del club, es va convertir en el primer màxim golejador del torneig. El club es va mantenir entre els millors clubs holandesos fins al 1963, amb la conquesta de la seva quarta lliga. Però la marxa de Frans Otten i Coen Dillen anticipaven l'inici d'un declivi de diversos anys en què només es van aconseguir dues copes holandeses.
Els anys 70 foren el primer "període daurat" del club. Amb futbolistes com Willy van der Kuylen i els germans Willy i René van de Kerkhof el PSV guanyà diversos títols nacionals i, el 1978, la primera Copa de la UEFA tot derrotant el Bastia. Tot i així, després de la Copa de la UEFA es va obrir un nou sotrac en la trajectòria del PSV, en què l'equip només va tenir actuacions acceptables a nivell nacional fins a mitjan des anys 80.

### De 1985 a 1988
La segona meitat dels anys 80 constituí el millor període de la història del club. L'època de crisi va acabar el 1985, quan es va confiar la direcció esportiva del club a l'exjugador del Feyenoord Hans Kraay, qui va fitxar a Ruud Gullit, procedent del Feyenoord, que va ser l'estrella de l'equip que va aconseguir els títols de lliga aconseguits el 1986 i 1987. Des de 1986 fins a 1992 el club fou 6 vegades campió nacional. El punt àlgid fou la consecució de la Copa d'Europa el 1988 davant del Benfica amb Guus Hiddink com a entrenador.

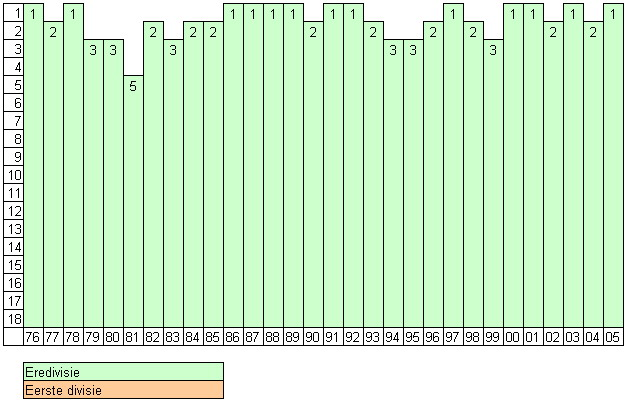
Gràfica PSV 1976-2005

### Anys 1990 a l'actualitat
Després de la consecució de la Copa d'Europa, el club va seguir en una ratxa triomfal, aconseguint en els anys 90 tres altres títols de lliga i una copa, però a Europa la seva actuació no va ser del tot convincent, ja que no va tornar a enlluernar. La seva capacitat econòmica era més limitada comparada amb la dels clubs de les grans lligues europees (Espanya, Itàlia, Alemanya o Anglaterra), el que ha fet que des de llavors hagi hagut de vendre a tots els seus futbolistes destacats com Koeman, Romário, Ronaldo, Cocu, Jaap Stam, Van Nistelrooy, Jefferson Farfán o Robben.
El 1999 es va iniciar un període daurat en el club amb la consecució de set títols de lliga en les nou temporades següents, als quals cal sumar dues copes i 3 supercopes. En aquests anys l'estrella de l'equip era el serbi Mateja Kežman, l'últim gran golejador del PSV. A més, la temporada 2004-05 va estar molt a prop de tornar a disputar la final de la Champions League, però va ser eliminat en les semifinals per l'AC Milan després d'una eliminatòria molt igualada (0-2 a Milà i 3-1 a Eindhoven).

## Colors
Un rumor sobre l'elecció dels colors de l'equip diu que, en la reunió fundacional del PSV el 1913, Jan Willem Hofkes, el primer president, va quedar sorprès pel contrast entre la seva beguda de gerds i el bloc de notes blanc sobre seu escriptori. Moment en que es va decidir que els colors del PSV serien el vermell i el blanc. La tradició s'ha conservat durant més cent anys. El primer uniforme del PSV era una samarreta de ratlles verticals vermelles i blanques, pantalons curts negres i mitjons de ratlles horitzontals vermelles i blanques.
Aquest disseny va romandre en gran manera intacte des la fundació del club fins als anys setanta, quan la professionalització en expansió del futbol als Països Baixos va forçar l'experimentació. A partir de 1970, Le Coq Sportif va subministrar els uniformes del PSV durant quatre anys, i va estar a punt de canviar les ratlles verticals del club per una samarreta totalment vermella amb pantalons blancs o negres. El nou gust per a l'experimentació es va accelerar el 1974, quan la marca Adidas va acordar un acord per convertir-se en el fabricant dels uniformes del club. Aleshores, la samarreta totalment vermella es va convertir molt popular entre els aficionats del PSV, i es va mantenir un disseny similar durant quinze anys, amb lleugeres modificacions.
El 1989, es va decidir que el PSV tornés a la seva tradicional samarreta de ratlles verticals vermelles i blanques.
La temporada 2013-14 es va adoptar un uniforme compost per samarreta vermella, pantalons curts blancs i mitjons blancs, intencionalment similar a l'usat per l'equip guanyador de la temporada 1987-88.

### Evolució de l'uniforme
| 1913-76 | 1976-86 | 1986-89 | 1989-90 | 1990-94 | 1994-95 | 1995-96 | 1996-97 | 1997-98 | 1998-act. | 2013-14 |

## Palmarès

### Nacional
- Eredivisie:[2]
  - 1928-29, 1934-35, 1950-51, 1962-63, 1974-75, 1975-76, 1977-78, 1985-86, 1986-87, 1987-88, 1988-89, 1990-91, 1991-92, 1996-97, 1999-00, 2000-01, 2002-03, 2004-05, 2005-06, 2006-07, 2007-08, 2014-15, 2015-16, 2017-18, 2023-24, 2024-25
- KNVB beker:[3]
  - 1949-50, 1973-74, 1975-76, 1987-88, 1988-89, 1989-90, 1995-96, 2004-05, 2011-12, 2021-22, 2022-23
- Johan Cruijff-schaal:
  - 1991-92, 1995-96, 1996-97, 1997-98, 1999-00, 2000-01, 2002-03, 2007-08, 2011-12, 2014-15, 2015-16, 2020-21, 2021-22, 2022-23, 2024-25

### Internacional
- Copa d'Europa de futbol:
  - 1987-88
- Copa de la UEFA:
  - 1977-78
- Copa de la Pau:
  - 2003
- XXXIV Trofeu Ciutat de Palma:
  - 2008

## Jugadors

### Jugadors històrics destacats
| - Coen Dillen (1955-1961) - Willy van der Kuijlen (1964-1982) - Jan van Beveren (1970-1980) - René van de Kerkhof (1973-1983) - Willy van de Kerkhof (1973-1988) - Ton Lokhoff (1982-1986) - Hans van Breukelen (1984-1994) - Ruud Gullit (1985-1987) - Gerald Vanenburg (1986-1993) - Jaap Stam (1996-1998) - Ruud van Nistelrooy (1998-2001) - Arjen Robben (2002-2004) - Patrick Kluivert (2006-2007) | - Mark van Bommel (1999-2005) - Jan Vennegoor of Hesselink (2001-2006) - André Ooijer (1998-2006) - Philip Cocu (1995-1998), (2004-2007) - Ibrahim Affelay (2004-2010) - Eric Gerets (1985-1992) - Luc Nilis (1994-2000) - Romário (1988-1993) - Ronaldo (1994-1996) - Frank Arnesen (1985-1988) - Jan Heintze (1982-1995), (1999-2003) - Søren Lerby (1987-1989) - Ivan Nielsen (1986-1990) | - Dennis Rommedahl (1997-2004) - Huh Jung-Moo (1980-1983) - Lee Young-Pyo (2003-2005) - Park Ji-Sung (2003-2005) - Gheorghe Popescu (1990-1994) - Ovidiu Stinga (1996-2001) - Kalusha Bwalya (1988-1994) - Ralf Edström (1973-1977) - Jefferson Farfán (2004-2007) - Eiður Guðjohnsen (1994-1996) - Mateja Kežman (2000-2004) - Edison Mendez (2006-2007) - Hallvar Thoresen (1977-1984) |

## Entrenadors
- Huub Stevens 2008-
- Sef Vergoossen 2008
- Jan Wouters 2007
- Ronald Koeman 2006-2007
- Guus Hiddink 2002-2006
- Eric Gerets 1999-2002
- Bobby Robson 1998-1999
- Dick Advocaat 1995-1998
- Kees Rijvers 1994-1995
- Aad de Mos 1993-1994
- Bobby Robson 1990-1993
- Guus Hiddink 1987-1990